# Eugene Aram (film 1915)
Eugene Aram è un film muto del 1915 diretto da Richard Ridgely.
Tratto dal romanzo di Edward George Bulwer-Lytton, il soggetto della pellicola è basato sulla storia di Eugene Aram - un letterato inglese del Settecento qui interpretato da Marc McDermott - che diede spunto ad altri due film muti.

## Produzione
Il film fu prodotto dalla Edison Manufacturing Company.

## Distribuzione
Distribuito dalla General Film Company, il film in quattro bobine uscì nelle sale cinematografiche statunitensi il 9 luglio 1915.